# Кандукурі Вірешалінгам
Кандукурі Вірешалінгам (телугу:కందుకూరి వీరేశలింగం, 16 квітня 1848 —27 травня 1919) — індійський поет та письменник мовою телугу, драматург, журналіст, перекладач, науковець.

## Життєпис
Народився у селі поблизу Раджамандрі (сучасний штат Андхра-Прадеш). У 1852 році втратив батька. Знаходився під опікою бабусі. У наступному році поступив до місцевої школи. У 1860 році його було зараховано до державної школи у Раджамандрі, де здобув класичну освіту. У 1867 році намагався поступити на державну службу, втім невдало.
Після цього зосередився на громадській діяльності. Водночас розпочав кар'єру вчителя. У 1874 році в одному з районів Раджамандрі відкрив школу для жінок. У 1876 році створює власний журнал мовою телугу. У 1885 році брав участь у першому засіданні Індійського національного конгресу.
У 1887 році приєднується до організації «Брахмо Самадж». Згодом стає одним з палких прихильників його ідеї гуманізму, розповсюдженню освіти та знань. Завдяки Вірешалінгаму створюються відділення Брахмо Самаджу в Мадрасі, Бангалорі, низки інших міст південної Індії. У 1908 році створює організацію Хітакаріні (Благодійник).

## Творчість
Усього у доробку 130 книг. Вірешалінгаму література телугу зобов'язана зародженням багатьох художніх жанрів: роману, побутової та пуранічних драми, фарсу, біографії та автобіографії, ліричної поеми. Він затвердив як літературну мову розмовну мову телугу. Письменник висміював безглузді форми традиційних вірувань і кастових звичаїв, виводив у своїх творах карикатурні образи жерців-брахманів. При всій схильності до гротескного перебільшення Вірешалінгам був першим у літературі телугу, хто впровадив у мистецтво реалії сучасної дійсності, сприяв естетичному осмисленню побуту.
Для своїх творів письменник нерідко використовував сюжети європейських авторів. Так, в основу його найкращих романів «Життя Раджашекхара» і «Подорож Сатьяраджі» лягли фабульні схеми «Векфільдського священика» і «Мандрів Гуллівера».
Чималу роль у становленні жанру соціально-побутової реалістичної драми зіграла п'єса Вірешалінгама «Одруження брахмана» — сатира на звичайну в традиційному суспільстві практику шлюбного торгу — мезальянсу між багатим старцем-брахманом і дівчиною з бідної родини.
Серед віршів значущою є збірка, посвячена коханню, сексу «Расікаджана» (1870 рік).
У автором значного твору «Історія андхарських поетів», що стала першею працею з історії літератури Андхари. Також першим склав власну автобіографію мовою телугу.
Є автором граматики телугу — «Нітікандріка».
Переклав численні англійські та санкритські тексти на мову телугу.